# Tea Donguzašvili
Tea Donguzašvili (in russo Теа Донгузашвили?, in georgiano თეა დონღუზაშვილი?; Tbilisi, 4 giugno 1976) è un'ex judoka russa.
Di origine georgiana, ha vinto la medaglia di bronzo ai Giochi di Atene 2004 nella categoria pesi massimi. In carriera, ha vinto anche diverse medaglie mondiali ed europee.

## Palmarès
Olimpiadi
- 1 medaglia:
  - 1 bronzo (78 kg a Atene 2004)

Mondiali
- 3 medaglie:
  - 1 argento (open a Tjumen' 2011)
  - 2 bronzi (78 kg a Osaka 2003, open a Tokyo 2010)

Europei
- 11 medaglie:
  - 1 oro (open a Novi Sad 2006)
  - 7 argenti (78 kg a Parigi 2001, open a Marburgo 2002, 78 kg a Düsseldorf 2003, 78 kg e open a Rotterdam/Mosca 2005, 78 kg a Lisbona 2008, 78 kg a Vienna 2010)
  - 3 bronzi (open a Breslavia 2000, 78 kg a Belgrado 2007, 78 kg a Istanbul 2011)

Universiadi
- 2 medaglie:
  - 1 argento (78 kg a Palma di Maiorca 1999)
  - 1 bronzo (78 kg a Pechino 2001)